# صلیب بورگوندی

صلیب بورگوندی

صلیب بورگوندی (به اسپانیایی: Cruz de Borgoña; Aspa de Borgoña) یا صلیب سنت اندرو (به اسپانیایی: Cruz de San Andrés) شکل دندانه‌دار صلیب سنت اندرو می‌باشد که نخستین بار در قرن ۱۵ میلادی توسط دوک‌های والوآ-بورگوندی که بر بخش بزرگی از شرق فرانسه و کشورهای سفلی حکومت می‌کرد، به کار گرفته شد. 

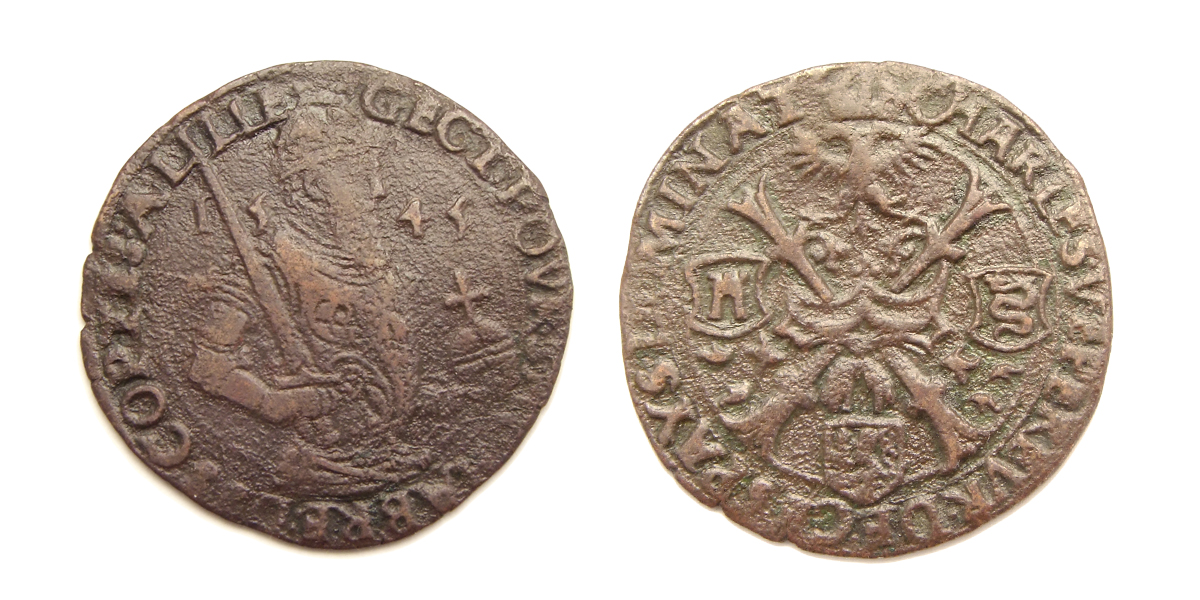
Jeton of the Chamber of Accounts in Lille, 1545. Struck under Emperor Charles V, showing a Burgundian steel superimposed on Burgundian Cross.

نشان خوآن کارلوس اول، شاه اسپانیا (۲۰۱۴-۱۹۷۵)، همراه با صلیب بورگوندی و نشان شوالیه پشم زرین.

Spanish Cross of Burgundy, with crown, firesteel, and Golden Fleece